# Lista postaci serii Diablo
Lista postaci ze świata Sanktuarium z serii fabularnych gier akcji Diablo.

## Ludzie
Deckard Cain – ostatni żyjący członek Bractwa Horadrimów, które zamykało demony w kamieniach dusz. W pierwszej części Diablo identyfikuje przedmioty. W drugiej, po tym jak gracz uwalnia go z klatki w Tristram, Deckard pomaga mu znaleźć kostkę Horadrimów i cel wędrówki Diablo. W trzeciej, zostaje uwięziony przez króla Leoryka (króla Tristram) i zostaje zabity przez sabat, którym przewodził Belial. Miał słuszną teorię, że ojcem jego adoptowanej siostrzenicy Lei jest Diablo.

## Archaniołowie
Tyrael (archanioł sprawiedliwości i mądrości) – archanioł, zobowiązał się ochraniać wszystkich żyjących Horadrimów w Sanktuarium (Świat zbuntowanych aniołów i demonów, które chciały uciec przed wiecznym konfliktem). Zstąpił on na ziemię, aby strzec grobowca Tal Rasha (jednego z Horadrimów), który po nieudanej próbie zamknięcia Baala w kamieniu duszy uwięził demona w sobie, aby nie dopuścić do zjednoczenia Mrocznej Trójcy. Gdy archaniołowi nie udaje się dopilnować grobowca, towarzyszy on do końca swych dni Decardowi Cainowi – ostatniemu z horadrimskich mędrców – a także bohaterskiemu śmiałkowi, który wędruje za Diablo i jego braćmi, by ich ostatecznie zabić. Niszczy kamień świata po śmierci Baala. Tyrael powrócił w kolejnej części gry, Diablo III. Imperius (archanioł męstwa) kłóci się z Tyraelem dlatego, że Tyrael ingerował w sprawy śmiertelników po czym Tyrael wyrzeka się bycia archaniołem bo prawo Królestwa Niebios zabrania aniołom bo ingerował w świat śmiertelników. Posiada miecz o nazwie El’Durin. Ostatecznie ponownie zasiadł na tronie Rady Niebios, lecz jak mówił Tyrael: „Sprawiedliwość dokonała się dzisiaj więc odtąd będę mądrością” i zasiadł na tronie mądrości.
Imperius (archanioł męstwa, dowódca Niebios) – archanioł, podczas nieobecności Malthaela dowodził Niebiosami i bronił je przed jego wrogami. Znajduje upodobanie w walce i toczeniu wojen.
Poprowadził zastępy Niebios do niezliczonych zwycięstw. Uważał Nefalema za wroga do momentu, kiedy ten zabił Najwyższe Zło.
Auriel (archanioł nadziei) przewodzi chórem niebios oraz zobowiązała się do jednoczenia rady angiris po odejściu Malthaela.
Malthael (były archanioł mądrości, były dowódca Niebios). W dodatku do gry Diablo III powraca jako anioł śmierci chcąc zniszczyć wszystkie demony oraz ludzi.
Itherael (archanioł losu).

## Demony

### Pierwotne Zła
Diablo (zwany także Panem Grozy) – tytułowa postać serii gier Diablo. Najmłodszy z trójki demonów. Opętał księcia Albrechta, syna króla Leoryka. Jest ojcem Lei. W Diablo II został zabity przez bohatera. Odradza się w Diablo III Jako Najwyższe zło wraz ze wszystkimi władcami piekieł. Ostatecznie Diablo został zabity przez Nefalema, a jego dusza jest uwięziona w czarnym kamieniu dusz.
Baal (zwany także Panem Zniszczenia) – jeden z mrocznych braci. Po ucieczce z więzienia i zdobyciu swojego kamienia dusz planuje zdobyć kamień świata położony w krainach barbarzyńców. Po zabiciu Baala w Diablo II przez gracza Tyrael oznajmia, że kamień świata został spaczony i musi zostać zniszczony. Odradza się w Diablo III jako Najwyższe Zło wraz ze wszystkimi władcami piekieł. Ostatecznie Baal został zabity przez Nefalema, a jego dusza jest uwięziona w czarnym kamieniu dusz.
Mefisto (zwany także Panem Nienawiści) – najstarszy brat z mrocznej trójcy. W grze Diablo II Mefisto został uwięziony w świątyni w Kurast, po nieudanej próbie Horadrimów wchłonięcia jego istoty do Kamienia Duszy (który się rozpadł). Mefisto nie mógł jednak odzyskać pełni sił po walce i opętał Radę Kurast, tworząc z jej członków swoich służących. Sam zaszył się na najniższym poziomie świątyni, trzymając przy sobie największą część Kamienia Duszy. Po przebudzeniu Diablo, został by pilnować Bramy do Piekła, przez którą przeszedł jego brat. W grze zostaje pokonany przez bohatera, ginąc jako pierwszy z Mrocznej Trójcy, a jego Kamień Duszy zostaje zniszczony w Piekielnej Kuźni. Był mentorem Beliala. Odradza się w Diablo III jako Najwyższe Zło wraz ze wszystkimi władcami piekieł. Ostatecznie Mefisto został zabity przez Nefalema, a jego dusza jest uwięziona w czarnym kamieniu dusz.

### Niższe demony
Andariel – Pani Cierpienia, Sukkub, poszła za Diablo do Sanktuarium. Chciała zdobyć jego przychylność broniąc go gdy ten będzie uwalniał swoich braci. Odradza się w Diablo III jako Najwyższe Zło wraz ze wszystkimi władcami piekieł. Ostatecznie Andariel została zabita przez Nefalema, a jej dusza jest uwięziona w czarnym kamieniu dusz.
Duriel – Pan Bólu, demon, pilnuje Tyraela w grobowcu Tal Rasha. Baal zostawił go za karę przez to, że mroczna trójca musi przebywać w świecie śmiertelników. Odradza się w Diablo III jako Najwyższe Zło wraz ze wszystkimi władcami piekieł. Ostatecznie Duriel został zabity przez Nefalema, a jego dusza jest uwięziona w czarnym kamieniu dusz.
Belial – Pan Kłamstwa, oszust i mistyfikator podobnie jak jego mentor Mefisto. Pojawia się w Diablo III. Opanował miasto Kaldeum. Włada „Sabatem Mrocznego Księżyca” Ukrywa się w ciele cesarza Hakana II. Został zabity przez Nefalema w pałacu cesarskim. Odradza się jako Najwyższe Zło wraz ze wszystkimi władcami piekieł. Ostatecznie Belial został zabity przez Nefalema, a jego dusza jest uwięziona w czarnym kamieniu dusz.
Azmodan – Pan Grzechu, pojawia się w Diablo III przejął władzę nad zastępami piekła, które z krateru góry Arreat maszerują opanować świat. Odradza się jako Najwyższe Zło wraz ze wszystkimi władcami piekieł. Ostatecznie Azmodan został zabity przez Nefalema, a jego dusza jest uwięziona w czarnym kamieniu dusz.

## Inni
Lea – córka samego Diablo i wiedźmy Adrii, która w Diablo III „używa jej ciała jako naczynia” dla siedmiu złych. Dysponuje potężną mocą, wychowana przez wujka Dekarda Caina.
Wiedźma Adria – siostra Dekarda Caina również dysponuje potężną (lecz nie potężniejszą od córki Lei) mocą. W trzeciej części pojawia się w drugim akcie jako sprzymierzeniec, ale już w kolejnym zdradza bohaterów zabijając Leę. Przed zgładzeniem córki wyznaje, że jej ojcem jest mroczny wędrowiec (Diablo). Okazuje się, że służyła mu od długich lat.